# Франк, Сергей Оттович
Серге́й О́ттович Франк (род. 13 августа 1960, Новосибирск) — российский политический деятель, бывший министр транспорта РФ. Председатель совета директоров государственной судоходной компании «Совкомфлот».

## Биография

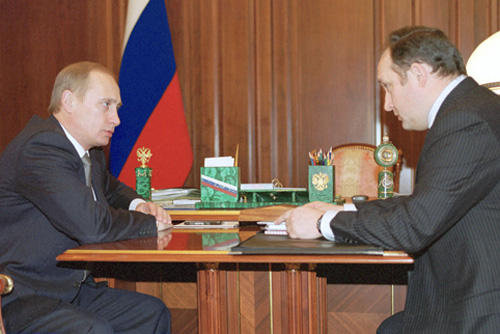
В. В. Путин и Сергей Франк

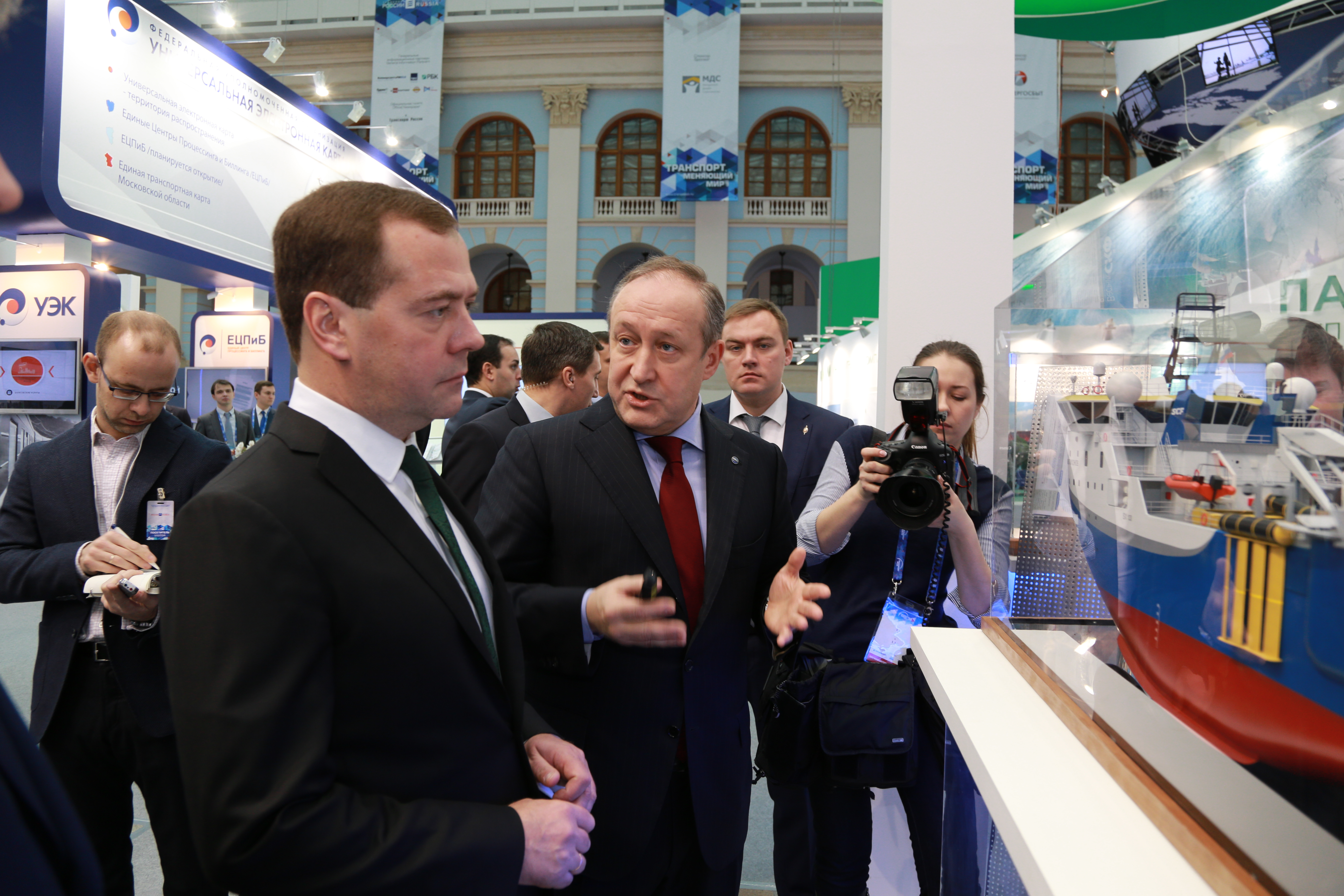
Д. А. Медведев и Сергей Франк

В 1983 году окончил Дальневосточное высшее инженерное морское училище им. адмирала Г. И. Невельского по специальности «инженер-судоводитель».
С 1981 по 1984 год — секретарь комитета ВЛКСМ, с 1984 года заместитель начальника училища по политической работе.
В 1989 году окончил Высшую коммерческую школу при Всесоюзной академии внешней торговли.
С 1989 года — начальник службы внешнеэкономических связей, затем — заместитель генерального директора по экономике Дальневосточного морского пароходства.
В 1995 году заочно оканчивает юридический факультет Дальневосточного государственного университета и назначается заместителем директора Департамента морского транспорта Министерства транспорта Российской Федерации.
В 1996—1997 годах — заместитель министра транспорта Российской Федерации. С 1998 года — первый заместитель министра транспорта Российской Федерации.
Указом Президента Российской Федерации № 213 от 2 марта 1998 года назначен на должность министра транспорта Российской Федерации. На этом посту работал в шести составах кабинета министров.
Указом Президента Российской Федерации № 264 от 24 февраля 2004 года отправлен в отставку вместе с Правительством Михаила Касьянова.
27 апреля 2004 года назначен помощником Председателя Правительства Российской Федерации М. Е. Фрадкова.
С октября 2004 года до сентября 2019 года — генеральный директор государственной судоходной компании «Совкомфлот».
С сентября 2019 года — председатель совета директоров ПАО «Совкомфлот»
В 2007 году защитил кандидатскую диссертацию и стал кандидатом технических наук.
В 2014 году Сергей Франк возглавил Совет Директоров «Объединённой Судостроительной Корпорации».
Член Совет директоров ОАО «Российские железные дороги».

## Деятельность в компании Совкомфлот
После назначения Сергея Франка на должность генерального директора компания Совкомфлот взяла курс на развитие бизнеса, связанного с потребностями российских энергетических компаний. Специализацией компании стала морская транспортировка энергоносителей в сложных климатических условиях арктических и дальневосточных морей. Новая инвестиционная программа позволила «Совкомфлоту» расширить объём строительства флота, в том числе и на российских верфях. Значительно возросло число судов с усиленным ледовым классом.

## Семья
Женат, двое детей.
Сын Глеб Франк женат на Ксении, младшей дочери Геннадия Тимченко.

## Награды
- Орден «За заслуги перед Отечеством» III степени (10 сентября 2020 года) — за большой вклад в развитие морского транспорта и многолетнюю плодотворную работу[5]
- Орден «За заслуги перед Отечеством» IV степени (30 апреля 2008 года) — за большой вклад в развитие морского транспорта и многолетнюю плодотворную работу[6]
- Орден Александра Невского (2015 год)[7]
- Орден «За морские заслуги» (12 декабря 2010 года) — за заслуги в развитии морского транспорта и многолетний добросовестный труд[8]
- Юбилейная медаль «100 лет гражданской авиации России» (2023)[9][10]
- Медаль Столыпина П. А. I степени (4 июля 2019 года) — за заслуги в развитии морского транспорта и многолетний добросовестный труд[11]
- Заслуженный работник транспорта Российской Федерации (27 ноября 2009 года) — за большой личный вклад в развитие транспортного комплекса и многолетнюю добросовестную работу[12]
- Медаль «За особый вклад в развитие Кузбасса» I степени (10 декабря 2001 года)[13]
- Благодарность Президента Российской Федерации (29 декабря 2006 года) — за заслуги в подготовке и проведении встречи глав государств и правительств стран — членов «Группы восьми» в городе Санкт-Петербурге[14]

## Другая деятельность
Сергей Франк — член Правления Российского Союза Промышленников и Предпринимателей (РСПП), является заместителем комиссии по транспорту и транспортной инфраструктуре. Член попечительского совета Института законодательства и сравнительного правоведения при правительстве Российской Федерации, возглавляет Попечительский совет МГУ им. адмирала Г. И. Невельского, входит в Попечительский совет Высшей Школы Менеджмента СПбГУ. Член Высшего наблюдательного совета Всероссийской Федерации Плавания. Член Попечительского Совета Русского географического общества.

## Международные санкции
С 15 декабря 2022 года находится под санкциями США на фоне вторжения России на Украину. 19 мая 2023 года попал под санкции Великобритании так как он «является вовлеченным лицом в получение выгоды от Правительства России». Также находится под санкциями Украины.